# Planetary
Planetary es una serie limitada de cómics escrita en su totalidad por el guionista británico Warren Ellis e ilustrada de igual manera por John Cassaday. Publicada por la editorial Wildstorm narra las aventuras de un trío de misteriosos personajes que se denominan a sí mismos "arqueólogos de lo imposible" y que trabajan bajo la consigna "Es un mundo extraño; mantengámoslo así".
La serie destaca por el reciclaje y puesta al día de argumentos, personajes y lugares comunes de la ficción del siglo XX, dedicándose especialmente a la aventura y a la ciencia ficción, desde novelas pulp hasta los cómics de superhéroes, pasando por monstruos de serie-B o historias chinas de fantasmas. La serie está plagada de referencias a otras historias, si bien se cambian nombres y situaciones tanto para crear un universo propio como para dejar de pagar derechos de autor. Por poner un ejemplo, decir que el héroe Doc Savage cambia su nombre por el de Axel Brass o que Tarzán (Lord Greystoke) aparece aquí bajo el seudónimo de Lord Blackstock.
Inicialmente se anunció que la serie concluiría en el n.º 24, pero finalmente acabó en el 27, para lo que se emplearon 9 años, de 1999 a 2008. La serie comenzó con una cadencia mensual, de la que pasó a bimestral y finalmente a esporádica. Tanto Ellis como Cassaday no finiquitan un número hasta que lo perfeccionan a su gusto.

## Contexto y argumento
Aunque Planetary se engloba dentro del Universo Wildstorm no es necesario conocer nada de la editorial para adentrarse en la serie. Los dos únicos datos comunes revelantes son la existencia de "los bebés del Siglo" un grupo de personas nacidas el primer instante del 1 de enero de 1900 y que, como todos aquellos nacidos en ese momento de su respectivo siglo, desarrollaron habilidades especiales y una gran longevidad; de la misma forma también debe conocerse lo que en The Authority se denominó la Sangría; un multiverso con forma de copo de nieve compuesto por 196.833 universos y realidades paralelas y que constituye la totalidad de la creación.
Al igual que Jenny Sparks, de The Authority, el protagonista con el que se inicia esta historia nació el primer día del siglo XX, pero a diferencia de ella su esperanza de vida sobrepasa el siglo, siendo en realidad incierta su duración. Su nombre es Elijah Snow y al comenzar el argumento se encuentra, al parecer, recluido voluntariamente en un páramo de Estados Unidos con la única costumbre de ir a comer diariamente al mismo destartalado restaurante. Allí recibe la visita de una enigmática mujer llamada Jackita Wagner, que le propone unirse a lo que parece ser un organismo privado llamado Planetary, y más concretamente a su equipo de campo, formado únicamente por tres personas, entre las que se encuentra ella y un joven llamado El Batería (The Drummer). Planetary es dirigida por el llamado "Cuarto Hombre", nombre que recibe ya que el equipo de campo siempre ha sido un trío, y que al inicio de la serie permanece en las sombras.
Cada número de Planetary puede entenderse como una aventura individual, pero según avanza la serie, se van creando objetivos y motivaciones a los que llegar, convirtiéndose finalmente en la guerra secreta que mantiene el equipo de campo contra el grupo conocido como "Los Cuatro". Este equipo, claramente inspirado en Los Cuatro Fantásticos de la editorial Marvel, ambiciona acaparar toda nueva tecnología y todo nuevo avance para sí, sin importar el número de inocentes que maten o que, por omisión, dejen morir. Los Cuatro, villanos de la función, tienen un pasado común con Planetary, y más concretamente con Elijah Snow, de quien parecen conocer todo.

## Personajes

### Planetary
Llamados los arqueólogos de lo imposible, protagonista de la historia, un trío de investigadores y fuerza central de la agencia, reclutados en diferentes épocas por sus habilidades, ya que el cuarto hombre los escogió porque juntos y combinando sus habilidades se logra un equipo perfecto que abarca todos los aspectos que potencialmente pueden presentarse en una misión.

#### Elijah Snow
Nacido el 1 de enero de 1900, Snow es uno de los llamados "bebés del siglo", seres que según explica Drummer, son una suerte de sistema inmunológico de la realidad, creados el primer instante de cada siglo para proteger y mantener el orden el mundo. Como todos los bebés en algún momento, entre las décadas de los 30 y los 40, dejó de envejecer. Además de ser uno de los mejores detectives del mundo (fue discípulo de Sherlock Holmes), tiene la habilidad de manipular la temperatura de la materia, extrayendo el calor y pudiendo congelar desde un cuerpo humano al oxígeno del aire. Cuando entra en una habitación, la temperatura desciende varios grados. Su apellido y su blanco inmaculado atuendo van en concordancia con su poder. Pese a llevar recorriendo el mundo desde su adolescencia, Snow sufre localizadas lagunas de memoria que le impiden recordar la mitad de su vida, aunque al comienzo de la serie él mismo lo ignora. Con la ayuda de Planetary conseguirá tanto recordar lo que ha olvidado, como conocer el por qué de su amnesia y la función que debe cumplir en el mundo como un bebé del siglo. Su historia personal es la historia de la serie y, mientras más sabemos de la vida de Snow, más sabemos de la historia secreta del siglo XX. y de las manipulaciones de Los Cuatro.

#### Jackita Wagner
La mujer que sacó a Snow de su exilio en el desierto. Una atractiva agente, siempre vestida con uniforme negro y en ocasiones con un abrigo, tiene raíces europeas y africanas. Su origen es el de una mestiza de padre europeo, un bebé del siglo, y de una joven africana de una civilización secreta. Tras nacer a mediados de los 30 fue repudiada por su sociedad, por lo que su madre la entregó a Elijah, quien la dejó al cuidado de los Wagner, un matrimonio alemán. Posee fuerza y velocidad impresionantes, además de un envejecimiento mucho más lento que un humano normal y sentidos súper agudos, ya que como todos los hijos de un bebé del siglo, desarrolló habilidades especiales, cumple la función de la guerrera de choque del equipo de campo. Al igual que su padre, su naturaleza la condicionó con una fobia a la tranquilidad y la rutina, por lo que Planetary no es solo un trabajo, sino también una forma de satisfacer su necesidad de emociones fuertes.

#### El Batería (The Drummer)
El miembro más joven del grupo. Se ayuda de un par de baquetas para decodificar cualquier clase de información, ya sea de origen informático como de naturaleza espiritual o sobrenatural solo necesita golpear los objetos con sus baquetas para, gracias a la energía cinética liberada, poder asimilar y manipular la información contenida. Su función es manejo de información y seguridad; por ello rara vez participar en misiones, quedando casi siempre como apoyo informativo para Elijah y Jackita. Nadie, ni él mismo, sabe su nombre real. Es el elemento cómico del grupo y le encanta provocar a Snow, al que apoda "el viejo". Siendo un niño fue rescatado de una instalación de los Cuatro donde era utilizado junto con otros niños con capacidades similares, siendo el único superviviente. A diferencia de otros miembros de la organización conoce todos los secretos que allí se esconden, ya que asimiló automáticamente toda la información al ingresar a las instalaciones.

#### Ambrose Chase
Miembro fallecido de Planetary, cuya muerte obligó al Cuarto Hombre a contratar a Snow. Murió a manos de un lugarteniente de Los Cuatro que tenía como misión crear un planeta, llamado Planeta Ficción, habitado por seres originalmente ficticios que pasaron a ser reales y a escapar de ese mundo. Chase, junto con Wagner y El Batería, consiguieron penetrar en la base de Los Cuatro para, presuntamente, hacerse con los servicios de uno de los fugados de Planeta Ficción. El poder de Chase era el de alterar las probabilidades, según solía llamarlo “Campo de Selectivo de Distorsión Física”, lo que en la práctica suponía un parcial control de la realidad y del tiempo, poderes que adquirió ya que su padre fue un sobreviviente de terribles experimentos a manos de Los Cuatro en un campo de concentración llamado Ciudad Zero, donde eran enviados comunistas, homosexuales, minorías y toda clase de gente que hacía incomodar al gobierno de EE. UU., y cuya desaparición era fácil de explicar en la década de los 50. Pese a tan imponente don, siempre le acompañaban un par de pistolas automáticas. Chase es el primer miembro del grupo del que se sabe que conocía la identidad del Cuarto Hombre. Tras ser acribillado no se sabe a ciencia cierta sobre su fallecimiento, ya que su campo de distorsión lo envolvió y desapareció. Su destino se resuelve en el número 27.

### Los Cuatro
Los Cuatro Fantásticos elevados a la enésima potencia de la maldad. Con ligeros cambios, Ellis consigue darle la vuelta a la Historia de la Primera Familia de Marvel Comics., convirtiéndolos en los personajes más detestables de la función. Los cuatro análogos conservan los poderes de los personajes en los que están basados, al igual que sus relaciones de parentesco. En esta versión, el viaje que originó sus poderes se hizo a sabiendas, pues el análogo de Reed Richards conoce la existencia de La Sangría y lo que ésta puede hacer. Todos los hallazgos que Los Cuatro han obtenido son utilizados para convertirles en las personas más poderosas del mundo aun cuando permanecen en las sombras y, aunque operan desde su central de Nueva York, el edificio de Los Cuatro Viajeros, tienen bases por todo el mundo desde las que actúan con total impunidad y muy pocos escrúpulos. Sus miembros son;

#### Randall Dowling
El líder de Los Cuatro sería la persona más temida del mundo si se conociera su existencia. Némesis de Snow, Dowling disfrutó con su guerra secreta contra Planetary hasta que éstos empezaron a ganarle la partida. Supuestamente tiene poderes de elasticidad física y mental. Es decir; puede extender su mente hasta llegar a niveles de conocimiento casi infinitos a la vez que puede implantarla en la psiquis de otros, pero jamás los utiliza abiertamente en la serie.

#### Kim Suskind
Esposa de Dowling e hija de un científico nazi adoptado por los EE. UU. para la carrera armamentística y espacial que los americanos tuvieron con la Unión Soviética. Los poderes de invisibilidad que consiguió en la Sangría la dejaban ciega cada vez que desaparecía, pero Dowling solucionó el problema con unas gafas especiales.

#### William Leather
Brazo ejecutor de Los Cuatro. Tiene grandes conocimientos de mecánica y es un gran piloto, lo que no utiliza mucho porque, gracias a su poder, puede volar envuelto en una estela de fuego. Hijo de un bebe del siglo, se enteraría que no era su padre biológico ya que su madre era infiel. Resentido al sentir que esto le quitó el poder que siempre creyó merecer se unió a Dowling cuando este le prometió que obtendría poderes. Megalómano y vanidoso, se ve como un hombre que sólo merece la grandeza, cosa que pocos años atrás lo hizo separarse del grupo al sentir que solo era una herramienta de Dowling y Suskind, sin embargo cuando lo llaman a una misión siempre acude.

#### Jacob Greene
Piloto en la misión espacial que llevó a Los Cuatro hasta la Sangría. Su cuerpo quedó totalmente deformado, dándole además una fuerza descomunal que, unida a sus pocos escrúpulos, lo convierten en un enemigo temible. Al inicio de la serie, nadie parece tener ningún dato sobre la apariencia de Greene. Al igual que Leather es solo una herramienta de Dowling, pero a diferencia de su colega, por su apariencia, se ve impedido de abandonar el grupo.

### Otros

#### John Stone
Amalgama de muchos espías de ficción (Nick Furia, John Steele, James Bond…), Stone es un aliado de Snow en la lucha contra Los Cuatro. Conoció a Elijah a mediados de siglo cuando perseguían a la misma criminal. Tras conocerse en esa situación se harían amigos y se asistirían mutuamente por años. No es un bebé del siglo y no posee habilidades especiales a nivel físico, siendo su mayor habilidad la manipulación y sugestión; sin embargo su envejecimiento se ha desacelerado desde 1960 por una razón que no desea revelar. Tras descubrir que había bloqueos en su memoria, Elijah le pide ayuda y gracias a sus habilidades logra que desbloquee sus recuerdos.

## Listado de capítulos
En esta lista aparecen los números publicados en España, donde la serie se renumeró a partir del n.º 13. Esta lista, sin embargo, muestra la numeración americana. 
-Episodio 0; Primavera Nuclear (Nuclear Spring) -
Preview introductoria a la miniserie. El equipo de campo entra a una base secreta del gobierno norteamericano para contactar a un viejo general quien es el último guardián del secreto que explica lo que sucedió con David Paine, el más revolucionario y brillante matemático que trabajó para el gobierno contra la antigua amenaza comunista. Un homenaje a la historia del nacimiento de Hulk.
-Episodio 1; Por Todo el Mundo (All Over the World) -
Presentación del trío protagonista y primera aproximación a La Sangría. Se nos presenta al grupo de super-hombres que defendía la Tierra durante la primera mitad del siglo XX, entre los que se encuentran versiones de Doc Savage (Doc Brass, único superviviente), Tarzán, Fumanchú o La Sombra, entre otros .
-Episodio 2, Isla (Isle)-
Segunda misión de campo para Snow. Un grupo terrorista japonés se instala en una isla que se encuentra entre su país y Rusia, donde hacen un sorprendente descubrimiento. Homenaje al género de películas tokusatsu.
-Episodio 3; Pistoleros Muertos (Dead Gunfighters)-
En Hong Kong, Planetary investiga el caso del fantasma de un policía asesinado que busca venganza. Se basa en clásicas historias chinas de fantasmas y el cine de acción oriental, como el de John Woo.
-Episodio 4; Strange Harbours-
El trío conoce a Jim Wilder, un detective que entró en contacto con una inmensa nave transmutadora que viajaba por la Sangría. Aparecen las Industrias Hark, regidas por la hija del sosia de Fumanchú.
-Episodio 5; The Good Doctor-
Mediante una conversación entre Snow y el todavía convaleciente Doc Brass, conocemos más de la historia secreta del siglo XX.
-Episodio 6; Four-
Wagner y Snow acuden al edificio de los Cuatro Viajeros y tienen su primer encuentro en la serie con William Leather, el sosia de la Antorcha Humana. Conocemos el origen y las pretensiones de los misteriosos Cuatro. Al acabar la pelea, Leather lanza una pregunta a Snow; "¿Quién se beneficia de sus problemas de memoria?".
-Episodio 7; To Be In England in the Summertime-
Homenaje al desembarco de guionistas ingleses al mundillo del cómic americano en la década de los 80. Ellis declara aquí su amor a autores como Alan Moore o Grant Morrison. La historia habla de Jack Carter, aliado de Planetary, antiguo amante de Jackita y un poderoso mago que acaba de fallecer, por lo que el trío viaja a Londres a su funeral y a esclarecer el misterio tras su muerte: mientras Jackita relata a Snow como Carter salvó en una ocasión a una prostituta que podría ser la madre del nuevo Mesías. Homenaje al antihéroe John Constantine
-Episodio 8; The Day the Earth Turned Slower-
Revisión a los temas comunes de la ciencia ficción americana de las décadas de los 40 y 50; insectos gigantes, hombres-mosca, hombres invisibles… Todo ello producto de los experimentos que Los Cuatro realizaron en la llamada Ciudad Cero, a la que enviaban a todos los que no comulgaban con las ideas del gobierno. A través del personaje de Allison se hace un homenaje a Marilyn Monroe.
-Episodio 9; Planet Fiction-
Episodio flashback que nos remonta a la época en la que el equipo de campo estaba formado por Wagner, Chase y El Batería. Estos intentan detener a un lugarteniente de Los Cuatro que ha creado un planeta cuyos habitantes son ficticios.
-Episodio 10; Magic and Loss-
Nos muestra la llegada a la Tierra de unos alternativos Superman, Wonder Woman y Green Lantern y cómo son éstos asesinados o capturados por Los Cuatro.
-Episodio 11; Cold World-
Se presenta a John Stone y su relación con Snow. En este número Elijah empieza a recordar detalles de lo que ha olvidado y conoce por fin al responsable de su amnesia. La portada homenajea a la etapa de Jim Steranko en la colección de Nick Fury.
-Episodio 12; Memory Cloud-
Snow hace llamar a Wagner y al Batería para hacerles saber que los bloqueos mentales que sufre se están derrumbando. En este episodio conocemos la identidad del Cuarto Hombre y la intención de Snow de hacer la guerra contra Los Cuatro en todos los frentes.
-Episodio 13; Century-
Flashback a la juventud de Snow, donde contacta con el legendario Sherlock Holmes y prácticamente le obliga a enseñarle todo lo que éste sabe. Homenajes a la literatura fantástica del siglo XIX; Drácula, Frankenstein…
-Episodio 14; Zero Point-
Otra historia del pasado del grupo, esta vez más reciente. El episodio narra el origen de los bloqueos mentales de Snow y de su supuesta reclusión voluntaria en el desierto. Guiños a The X-Files y a héroes como Thor o Miracleman.
-Episodio 15; Creation Songs-
Basado en la mitología de la creación del mundo de los aborígenes australianos, vemos, ya en la línea temporal normal, el enfrentamiento de un renacido Snow contra Los Cuatro.
-Episodio 16; Hark-
Biografía de la heredera del Imperio Hark, en el que se rinde homenaje a las películas chinas de artes marciales. Volvemos a saber de Jim Wilder y de su misión de devolver la nave transmutadora a su origen.
-Episodio 17; Opak-Re-
Opak-Re es el nombre de una ciudad tecnológicamente muy avanzada que se encontraba en pleno corazón de las junglas africanas. Allí llegó Snow en su juventud con ansias de conocimiento y se envolvió en algo inesperado. Nueva aparición del sosia de Tarzán y su conexión con Jakita.
-Episodio 18; The Gun Club-
El equipo de campo llega al lugar de lanzamiento de una nave espacial victoriana cuya misión era llegar a la luna, y cuya partida está documentada por Jules Verne en De la Tierra a la Luna. Con la captura de William Leather, Planetary se apunta su primera victoria importante. Nueva aparición de John Stone.
-Episodio 19; Mystery in Space-
El grupo investiga una gigantesca nave espacial que acaba de aparecer en el Sistema Solar, utilizando "ángeles". Basándose en las historias de Galactus, enemigo de los 4 Fantásticos originales, Ellis nos presenta al único miembro de Los Cuatro al que no habíamos visto; Jacob Greene, versión de La Mole. Este es el primer episodio dividido en dos números.
-Episodio 20; Rendezvous-
Snow se ocupa de una manera bastante expedita de Greene, lo que genera dudas a sus compañeros, que afirman que ya no se comporta como solía.
-Episodio 21; Death Machine Telemetry-
Snow tiene un encuentro con un Psíquica de nombre Melanctha, que combina la magia con la ciencia, en este encuentro Snow es llevado a un viaje hasta la sangría donde se ve encarado que su destino como hijo del siglo no es únicamente destruir a los cuatro, ya que esto en una parte casi irrelevante en su misión, la cual consiste en salvar a la gente. Melanctha homenajea a Magos como Dr. Strange
-Episodio 22; La tortura de William Leather-
Nuevamente homenajeando a los Pulps, Elijah tortura a Leather para descubrir que su abuelo fue Dead Ranger y su padre The spider (El primero una referencia a El llanero solitario y Jonah Hex y el segundo a The Shadow), este último uno de los hijos del siglo, sin embargo Wiliam no es hijo de su padre si no fue fruto de la traición de su madre con un "don nadie" lo que a sus ojos le quitó la oportunidad de ser sobrehumano.
-Episodio 23; Percussion-
Drummer y Jakita discuten sobre la nueva actitud de Snow (tortura de Leather, exilio de Greene), Drumer lo defiende explicado los razonamientos que sabe llevaron a Snow a tomar tan drásticas decisiones y recuerda como fue rescatado por el equipo cuando estaba formado por Chase, Jakita y Snow, ya que era usado al igual que otros jóvenes para procesar información (poder).
-Episodio 24; Systems-
Drumer y Jakita exigen respuestas, Snow se las da sin embargo son atacados destruyendo el edificio en Brasil.
-Episodio 25; Join the four, seize the world-
Planetary captura a John Stone y lo obliga a revelar los detalles del viaje de los cuatro en 1961, se revela que sus poderes no provienen de navegar en la Sangría, sino por la existencia de una tierra paralela llena de superhumanos, quienes les brindaron conocimiento y poderes a los cuatro a cambio de entregar la tierra de Planetary en 50 años, también se revela que Stone ha ayudado a los cuatro, incluso fue él quien manipuló a Jim Wilder para que se encontrara con la nave, referencias muy variadas especialmente a Los cómics de DC de los 80 de las tierras paralelas pre-crisis.
-Episodio 26;
Snow contacta a Dowling y a Kim para verlos en el desierto y así hacer un intercambio de información, parecía imposible una emboscada, pero el plan de Snow resulta y Jim Wilder aparece en su nave, tripulada por seres provenientes de ciudad cero, derrotando rápidamente a los dos sobrevivientes de los cuatro, que son arrojados al planeta que les dieron sus conocimientos.
-Episodio 27;
Tras deshacerse de los cuatro y asegurarse que la tierra paralela desistiera su invasión, Snow pone los conocimientos almacenados por sus enemigos a disposición de la humanidad. Paralelamente, sostiene la teoría que Ambrose Chase podría seguir viviendo llevado en sus últimos momentos por sus poderes a un lugar donde no pudiera morir, por ello se propone intentar devolverlo y salvarlo.

## Números únicos

### Planetary/The Authority: Gobernar el Mundo
Los dos grupos de la editorial Wildstorm se ven envueltos en una trama en la que se mezcla La Sangría con las historias de H. P. Lovecraft.

### Planetary/Batman: Noche en la Tierra
El trío sigue hasta Gotham City la pista de un criminal capaz de saltar entre realidades, siendo arrastrados con él a diversas versiones de esta ciudad, donde se encuentran con distintas versiones de Batman; desde el más infantil de la época de la Golden Age hasta el más oscuro, salido de la mente de Frank Miller.

### Planetary/JLA: Tierra Oculta
Las versiones alternativas son aquí las de los propios miembros de Planetary, quienes son un grupo de villanos que controla el mundo desde las sombras y se enzarzan en una lucha contra la Trinidad de DC; Superman, Batman y Wonder Woman.
Estos tres tomos han sido agrupados en España en un volumen de tapa dura titulado "PLANETARY: Mundos cruzados"
- Datos: Q95061